# 지구별 로맨스
지구별 로맨스는 ENA, 채널S에서 방송했던 예능 프로그램이었다.